# Pan Pacific Open 2023
Pan Pacific Open 2023 a fost un turneu profesionist de tenis feminin care s-a jucat pe terenuri dure în aer liber. A fost cea de-a 38-a ediție a Pan Pacific Open și a făcut parte din turneele WTA 500 din cadrul turneului WTA 2023. A avut loc la Ariake Coliseum din Tokyo, Japonia, în perioada 25 septembrie – 1 octombrie 2023.

## Campioni

### Simplu
Pentru mai multe informații consultați Pan Pacific Open 2023 – Simplu

### Dublu
Pentru mai multe informații consultați Pan Pacific Open 2023 – Dublu

## Distribuția punctelor
| Probă  | C   | F   | SF  | QF  | R16 | R2  | Q   | Q2  | Q1  |
| Simplu | 470 | 305 | 185 | 100 | 55  | 1   | 25  | 13  | 1   |
| Dublu  | 470 | 305 | 185 | 100 | 1   | N/A | N/A | N/A | N/A |